# Lecania fructigena
Lecania fructigena är en lavart som beskrevs av Zahlbr. Lecania fructigena ingår i släktet Lecania och familjen Ramalinaceae.   Inga underarter finns listade i Catalogue of Life.